# 長野俊英高等学校
長野俊英高等学校（ながのしゅんえいこうとうがっこう）は、長野県長野市篠ノ井御幣川にある私立高等学校。旧校名は篠ノ井旭高等学校。

## 沿革
- 1959年11月 - 起工式
- 1960年 2月 - 篠ノ井学園による篠ノ井旭高等学校の設置、長野県知事より認可
- 1960年 3月 - 第一校舎及び付属施設竣工
- 1960年4月3日 - 篠ノ井旭高等学校として開校。全日制普通科を設置。定員600名
- 1960年4月5日 - 第一回入学式　1年生195名　2年編入生38名　篠ノ井旭高等学校PTA設立
- 1960年 5月 - 体育館、音楽室竣工
- 1960年11月 - 開校記念式を挙行
- 1961年 4月 - 商業課程、工業課程（土木科）を設置
- 1962年 3月 - 第一回卒業式を挙行　篠ノ井旭高等学校同窓会設立
- 1962年 8月 - 校歌完成
- 1967年11月 - 第二体育館竣工事
- 1969年 9月 - 創立10周年記念式典挙行
- 1970年 4月 - 工業科廃止
- 1970年 4月 - 商業科廃止
- 1977年 3月 - 元文相・永井道雄氏来校
- 1978年 - 埴生高等学校廃校に伴い暗幕等備品をもらい受ける
- 1978年 - 第27回「読売教育賞」受賞（生徒指導の部）
- 1979年 5月 - 千曲寮竣工
- 1980年 5月 - 創立20周年記念式典挙行
- 1986年 6月 - 新校舎落成
- 1988年10月 - 新部室棟竣工
- 1991年 3月 - 新格技棟竣工
- 1991年11月 - 全天候型庭球コート二面竣工
- 1995年 4月 - 千曲寮閉鎖、一階部分改装し南校舎とする
- 1996年 1月 - 北校舎竣工
- 1998年 7月 - 北校舎増築工事竣工
- 1999年 1月 - 多目的教室設置
- 2000年 9月 - 体育館改修
- 2002年 7月 - 第三期北校舎増築工事開始
- 2003年4月1日 - 長野俊英高等学校へ改称
- 2004年 7月 - 第53回「読売教育賞」受賞（地域社会活動）
- 2005年 4月 - 大進（大学進学対応）クラス開設
- 2006年 8月 - トイレ大改修
- 2011年 9月 - 新体育館（俊英アリーナ）竣工
- 2012年 7月 - 学生ラウンジ棟・陽だまりテラス・部屋棟　完成
- 2016年 9月 - 本・北校舎にエアコン設置による冷暖房化工事　完了
- 2018年 1月 - グラウンドの人工芝化
- 2018年 12月 - 図書館修繕工事完了（リニューアル）
- 2019年 3月 - 電子黒板3台（教室設置型2台、持ち運び型1台）導入
- 2022年 3月　野球部寮志成寮　完成
- 2023年 2月　野球部専用室内練習場　完成

## 建学の精神
- 質実・剛健・自主・独立
- 爽快で、純真な心で、日本国を愛し、国旗を尊び、この平和で豊かな日本国を努力して創ってくれた祖先や先輩を敬い、より良き日本人とし て日本国のため、世界のために大いに活躍する人間の基礎をつくりあげる[1]

## 著名な出身者
- 松本康（プロライダー）
- Toshiya（Dir en greyのベーシスト）
- 西室淳子（カーリング選手、旧姓園部）

## 校章
- 「己」を中心に四方に矢をあしらったもの。4つの矢は建学の精神の質実・剛健・自主・独立を表している[1]。

## 文化祭
- 文化祭の名称は現在の校名に因み、「俊輝祭」と呼ばれている[2]。

## 不祥事
- 2018年10月 - 日本学生野球協会は、10月19日の審査室会議で高校10件の処分の中で、長野俊英高校野球部の部員による部内いじめがあったとして10月13日まで1ヶ月の対外試合禁止が科されていた。[3][4]

- 2019年4月 - 日本学生野球協会は、野球部員に暴力をふるっていたとして長野俊英高校野球部の桃井進監督を謹慎1年1か月とする処分を発表した。同高によると、当該監督は2017年度から2018年度にかけて複数の部員の頬を帽子で叩いたり、脛を足で蹴ったりする暴力行為を15回ふるっていた。2019年2月に当時2年生だった部員が担任に「監督の指導を理不尽に感じている。部をやめたい」と退部の相談をした時に問題が発覚した。[5][6]

## 最寄駅
- JR東日本信越本線、篠ノ井線、しなの鉄道しなの鉄道線：篠ノ井駅（徒歩10～15分程[7]）

## 関連作品
- 『父母の誤算』 - 本校の校長を務めた若林繁太の著書「教育は死なず」を原作としており、作品の高校のモデルになった。
- 『巣立ちのとき 教育は死なず』 - 上記と同じく若林繁太の著書「巣立ちのとき 教育は死なず」を原作としている[8]。